# Bestuur Regio Utrecht

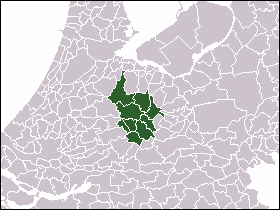
Gebied Bestuur Regio Utrecht vanaf 2006

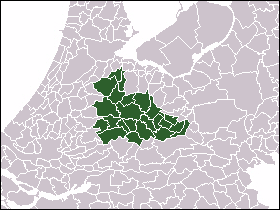
Gebied Bestuur Regio Utrecht tot eind 2003

Bestuur Regio Utrecht, afgekort BRU, was een plusregio in de provincie Utrecht. BRU omvatte negen gemeenten en werd gerekend tot de Noordvleugel van de Randstad. Het uiteindelijke BRU gebied was qua oppervlak vrijwel gelijk aan de agglomeratie Utrecht. De regio telde ruim 650.000 inwoners. 

## Geschiedenis
Het Bestuur Regio Utrecht werd opgericht op 1 juli 1995. BRU had vanaf 2015, na de afschaffing van de plusregio's, nog maar een minimaal takenpakket. De negen gemeenteraden besloten de BRU daarom per 2016 opheffen. Op 25 november 2015 stelde het algemeen bestuur het liquidatieplan vast. Deze liquidatie was vanaf 15 september 2017, dus ruim 20 jaar na oprichting, een feit.
Het samenwerkingsverband werd opgevolgd door een lossere samenwerkingsverband tussen tien gemeentes - Bunnik, De Bilt, Houten, IJsselstein, Nieuwegein, Stichtse Vecht, Utrecht, Vianen, Woerden en Zeist - genaamd U10 (Utrecht10). 

## Gemeenten
Op 1 januari 2011 werd de gemeente Maarssen vervangen door de fusiegemeente Stichtse Vecht.
Op 1 januari 2006 vertegenwoordigde BRU negen gemeenten: Bunnik, De Bilt, Houten, Maarssen, Nieuwegein, Utrecht, Vianen, IJsselstein en Zeist. De regio heeft een oppervlakte van zo'n 509 vierkante kilometer.
Tot 1 januari 2004 telde het BRU-gebied 23 gemeenten. Naast bovenstaande gemeenten waren dit: Abcoude, Amerongen, Breukelen, Driebergen-Rijsenburg, De Ronde Venen, Doorn, Leersum, Loenen, Lopik, Maarn, Montfoort, Oudewater, Wijk bij Duurstede en Woerden.
| Gemeente       | Inwonertal |
| -------------- | ---------- |
| Bunnik         | 16.116     |
| De Bilt        | 43.709     |
| Houten         | 50.855     |
| Stichtse Vecht | 65.893     |
| Nieuwegein     | 65.974     |
| Utrecht        | 374.411    |
| Vianen         |            |
| IJsselstein    | 33.424     |
| Zeist          | 66.623     |

## Taken

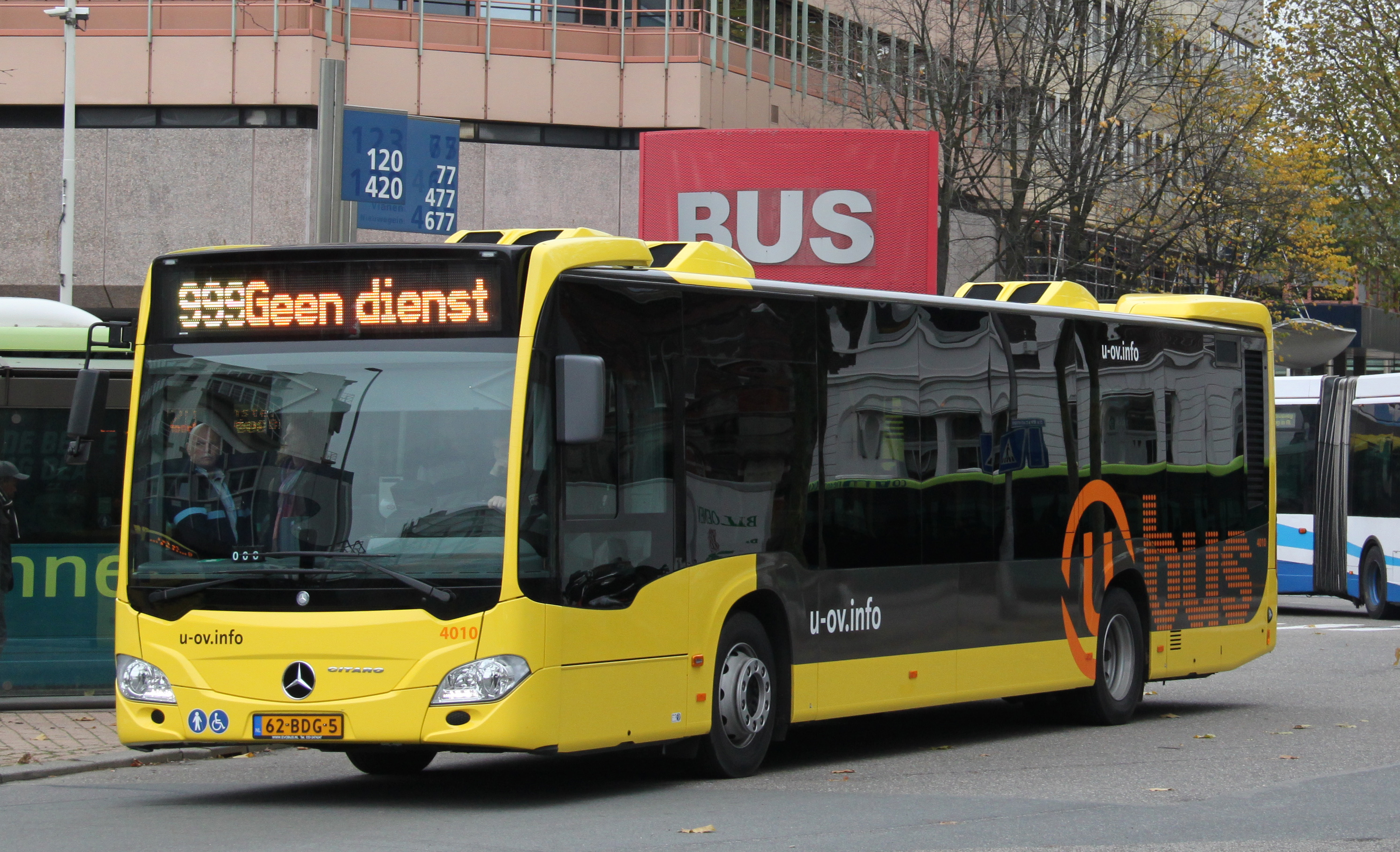
Het Bestuur Regio Utrecht was de opdrachtgever voor het openbaar vervoer in zijn gebied.

De belangrijkste taken van BRU waren:
- vaststellen van het Regionaal Structuurplan
- vaststellen van het Regionaal Verkeers- en Vervoerplan
- vaststellen van een huisvestingsverordening
- vaststellen van een woningbouwprogramma
- beheren van het budget Gebundelde Doeluitkering (volgens de Wet Infrastructuurfonds)
- verlenen van een vergunning voor lokaal en interlokaal openbaar vervoer en het vaststellen van de dienstregelingen
- vaststellen van een regionaal-economische ontwikkelingsstrategie
- vaststellen van bedrijfsterreinen, kantoorlocaties en detailhandelsvoorzieningen die regionaal van belang zijn
- bevorderen van regionaal-economisch onderzoek
- vaststellen van de hoofdlijnen van een regionaal promotie- en acquisitiebeleid, gericht op bedrijfsvestiging en toerisme

## Openbaar vervoer
Bestuur Regio Utrecht is als een van de plusregio's de autoriteit voor het regionale openbaar vervoer in het gebied. Het openbaar vervoer wordt sinds december 2013 in opdracht van BRU voor tien jaar uitgevoerd door Qbuzz onder de door BRU voorgeschreven merknaam U-OV. Aan de verlening van deze grote concessie ging een lange juridische procedure vooraf.